# Saint-Loup-des-Vignes
Saint-Loup-des-Vignes é uma comuna francesa na região administrativa do Centro, no departamento Loiret. Estende-se por uma área de 8,88 km². Em 2010 a comuna tinha 407 habitantes (densidade: 45,8 hab./km²).